# Ersilia
Ersilia is een geslacht van weekdieren uit de klasse van de Gastropoda (slakken).

## Soorten
- Ersilia mediterranea (Monterosato, 1869)
- Ersilia stancyki Warén, 1980